# Litsea yaoshanensis
Litsea yaoshanensis Yen C. Yang & P.H. Huang – gatunek rośliny z rodziny wawrzynowatych (Lauraceae Juss.). Występuje naturalnie w południowych Chinach – w północnej części regionu autonomicznego Kuangsi. 

## Morfologia
PokrójZimozielony krzew. Młode pędy są owłosione i mają szarożółtawą barwę.
LiścieNaprzemianległe. Mają lancetowaty kształt. Mierzą 5–12 cm długości oraz 1–2,5 cm szerokości. Od spodu są owłosione i mają żółtawą barwę. Ogonek liściowy jest owłosiony i dorasta do 3–7 mm długości.
KwiatySą niepozorne, jednopłciowe, zebrane po 5 w baldachy, rozwijają się w kątach pędów. Okwiat jest zbudowany z 6 listków o owalnym kształcie. Kwiaty męskie mają 9 pręcików.
OwoceMają elipsoidalny kształt, osiągają 8 mm długości i 5 mm szerokości.

## Biologia i ekologia
Roślina dwupienna. Rośnie w zaroślach, na terenach nizinnych. Kwitnie od sierpnia do września, natomiast owoce dojrzewają od stycznia do lutego.